# Abdurrahim Kuzu
Abdurrahim Kuzu (* 20. September 1955 in İzmit, Kocaeli, Türkei) ist ein ehemaliger US-amerikanischer Ringer. Er war Vize-Weltmeister 1979 im griechisch-römischen Stil im Federgewicht.

## Werdegang
Abdurrahim Kuzu kam als Jugendlicher in der Türkei zum Ringen. In den 1970er Jahren wanderte er in die Vereinigten Staaten aus und wurde in Lincoln (Nebraska), ansässig. Dort schloss er sich dem Nebraska WC (Wrestling Club) an. Er betätigte sich ausschließlich im griechisch-römischen Stil.
Im Jahre 1978 wurde Abdurrahim Kuzu erstmals US-amerikanischer Meister im Federgewicht, dem noch US-amerikanische Meistertitel in den Jahren 1980, 1982 und 1984 folgten. Im Jahre 1978 vertrat er die Vereinigten Staaten erstmals bei einer Weltmeisterschaft. In Mexiko-Stadt kam er dabei mit Siegen über Doug Yeats, Kanada und Harald Hervig, Norwegen und Niederlagen gegen Thomas Passarelli, Bundesrepublik Deutschland und Kazimierz Lipień aus Polen auf den 7. Platz.
Er war auch bei der Weltmeisterschaft 1979 in San Diego am Start und feierte dort seinen größten sportlichen Erfolg. Er wurde mit vier Siegen und einer Niederlage Vize-Weltmeister im Federgewicht. Besonders bemerkenswert war dabei sein Sieg über den mehrfachen sowjetischen Weltmeister Farhat Mustafin. Im Kampf um den Weltmeistertitel unterlag er in San Diego dem Ungarn István Tóth.
An den Olympischen Spielen 1980 in Moskau konnte er nicht teilnehmen, weil die Vereinigten Staaten diese Spiele aus politischen Gründen boykottierte und diesen Boykott auf dem Rücken seiner Sportler austrug. Er war aber wieder bei der Weltmeisterschaft 1981 in Oslo am Start. Er kam dort zwar nur auf den 6. Platz, feierte aber doch bemerkenswerte Siege über Ion Păun aus Rumänien und Ryszard Swierad aus Polen.
Nach einem mäßigen 10. Platz bei der Weltmeisterschaft 1983 in Kiew, nahm er 1984 in Los Angeles doch noch an Olympischen Spielen teil. Er besiegte in Los Angeles u. a. den späteren Silbermedaillengewinner Kent-Olle Johansson aus Schweden und Bernd Gabriel aus der BRD, musste aber etwas überraschende Niederlagen von Doug Yeats aus Kanada und Hugo Dietsche aus der Schweiz hinnehmen. Diese Niederlagen warfen ihn auf den 4. Platz zurück, womit er knapp eine olympische Medaille verpasste.
Nach diesen Olympischen Spielen beendete er seine internationale Ringerlaufbahn. Er ging nach Deutschland und wurde Zivil-Angestellter bei der US-Luftwaffe in der Pfalz. Gleichzeitig rang er noch viele Jahre für den VfK Schifferstadt in der deutschen Ringer-Bundesliga. In den Jahren 1986 und 1987 wurde er dabei mit dem VfK Schifferstadt deutscher Vize-Mannschaftsmeister.
Danach ging er in sein ursprüngliches Heimatland Türkei zurück und arbeitete dort als Ringertrainer. Jetzt (2009) lebt er aber wieder in Midland (Texas) und arbeitet dort als Sportlehrer und Ringertrainer.

## Internationale Erfolge
(OS = Olympische Spiele, WM = Weltmeisterschaft, GR = griechisch-römischer Stil, Fe = Federgewicht, damals bis 62 kg Körpergewicht)
- 1978, 7. Platz, WM in Mexiko-Stadt, GR, Fe, mit Siegen über Doug Yeats, Kanada u. Harald Hervig, Norwegen u. Niederlagen gegen Thomas Passarelli, BRD u. Kazimierz Lipień, Polen;
- 1979, 2. Platz, WM in San Diego, GR, Fe, mit Siegen über Jean-Pierre Mercader, Frankreich, Farhat Mustafin, UdSSR, Domenico Giuffrida, Italien u. Lars Malmkvist, Schweden u. einer Niederlage gegen István Tóth, Ungarn;
- 1980, 1. Platz, Welt-Cup in Trelleborg, GR, Fe, vor Seiichi Osanai, Japan, Gennadi Skrjabin, UdSSR u. Pekka Niemi, Schweden;
- 1981, 2. Platz, Turnier in Västerås, GR, Fe, hinter Ryszard Swierad, Polen u. vor Pekka Vehviläinen, Finnland;
- 1981, 6. Platz, WM in Oslo, GR, Fe, mit Siegen über Ion Păun, Rumänien, Jean-Pierre Mercader, Frankreich u. Ryszard Swierad u. Niederlagen gegen Panajot Kirow, Bulgarien u. Seiichi Osanai;
- 1983, 10. Platz, WM in Kiew, GR, Fe; Sieger: Hannu Lahtinen, Finnland vor Günter Reichelt, DDR u. Schiwko Wangelow Atanassow, Bulgarien;
- 1984, 4. Platz, OS in Los Angeles, GR, Fe, mit Siegen über Morten Brekke, Norwegen, Ozgur, Türkei, Kent-Olle Johansson, Schweden u. Bernd Gabriel, BRD u. Niederlagen gegen Doug Yeats, Kanada u. Hugo Dietsche, Schweiz

## US-amerikanische Meisterschaften
Abdurrahim Kuzu wurde 1978, 1980, 1982 und 1984 US-amerikanischer Meister im Federgewicht, griechisch-römischer Stil.